# الكلية التكنولوجية بقويسنا
الكلية التكنولوجية في قويسنا هي من المعاهد الحكومية المصرية وتضم 5 معاهد. تقع وسط المنطقة الصناعية في قويسنا تبلغ مساحتها 96 ألف متر مربع، في حين تبلغ المسطحات الخضراء فيها أكثر من 1000 متر مربع، يتوسط هذه المساحة مبنيان ضخمان خصص أحدهما ليكون مبنى إداري مكون من 3 طوابق يتواجد به مكتب وكيل وزارة التعليم العالي مدير الكلية والسادة الوكلاء
```
وأعضاء هيئة التدريس ورعاية الشباب، والمبنى الآخر خصص ليكون للمعامل ويتكون من 6 مدرجات ويحتوي على 20 غرفة ويتضمن ما يقارب 50 معملا.
[
3
]
```

## المعاهد
المعهد الفني الصناعي بقويسنا - المعهد الفني الصناعي ببنها
المعهد الفني التجاري بقويسنا - المعهد الفني التجاري بطنطا - المعهد الفني التجاري ببنها.